# El Dorado (1966)
El Dorado is een Amerikaanse western uit 1966 onder regie van Howard Hawks. Het scenario is gebaseerd op de roman The Stars in Their Courses (1960) van de Amerikaanse auteur Harry Brown.

## Verhaal
Cole Thornton wordt door veeboer Bart Jason ingehuurd als revolverheld. Sheriff J.P. Harrah vertelt Thornton dat zijn klant voor veel problemen zorgt in de buurt. Hij besluit daarop om de sheriff te helpen in zijn strijd tegen Jason.

## Rolverdeling
| Acteur             | Personage                 |
| ------------------ | ------------------------- |
| John Wayne         | Cole Thornton             |
| Robert Mitchum     | Sheriff J.P. Harrah       |
| James Caan         | Alan Bourdillion Traherne |
| Edward Asner       | Bart Jason                |
| Charlene Holt      | Maudie                    |
| Paul Fix           | Dr. Miller                |
| Michele Carey      | Joey MacDonald            |
| Arthur Hunnicutt   | Bull Harris               |
| Christopher George | Nelse McLeod              |
| R.G. Armstrong     | Kevin MacDonald           |